# Miikka Anttila
Miikka Anttila, född 10 september 1972, är en finländsk kartläsare som tävlar med Eerik Pietarinen.
Anttila var mellan 2003 och 2019 kartläsare för Jari-Matti Latvala. De tävlade för Toyota, Volkswagen och Ford i WRC.